# Souilly
Souilly település Franciaországban, Meuse megyében. Lakosainak száma 426 fő (2022. január 1.). Souilly Ancemont, Heippes, Ippécourt, Lemmes, Les Monthairons, Osches, Rambluzin-et-Benoite-Vaux, Récourt-le-Creux, Saint-André-en-Barrois és Senoncourt-les-Maujouy községekkel határos.

## Népesség
A település népessége az elmúlt években az alábbi módon változott:
| Lakosok száma | 352  | 297  | 316  | 324  | 368  | 415  | 446  | 465  | 452  | 426  |
|               | 1968 | 1982 | 1990 | 2006 | 2013 | 2015 | 2017 | 2019 | 2020 | 2022 |